# Hundsport (tidskrift)
Hundsport är Svenska Kennelklubbens medlemstidning. Den innehåller vetenskapliga artiklar såväl som reportage, annonser från kennlar och regionala nyheter. Den utkommer som månadstidning och är gratis för föreningens medlemmar. Övriga prenumeranter betalar en avgift.